# Филиппово (Могилёвская область)
Филиппово (бел. Філіпава) — деревня в составе Савского сельсовета Горецкого района Могилёвской области Республики Беларусь.

## Географическое положение
Находится на левом берегу реки Поросица.

## Население
- 1999 год — 9 человек
- 2010 год — 9 человек